# مونچا-یلگا
مونچا-یلگا (به لاتین: Muncha-Yelga) یک منطقهٔ مسکونی در روسیه است که در باشقیرستان واقع شده‌است.